# Krüger-Depesche

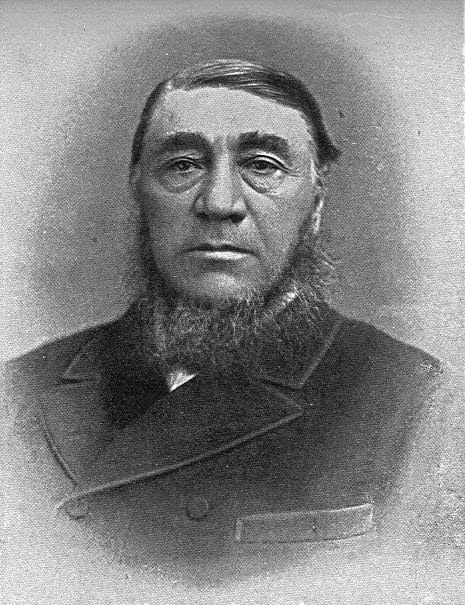
Stephanus Johannes Paulus Kruger

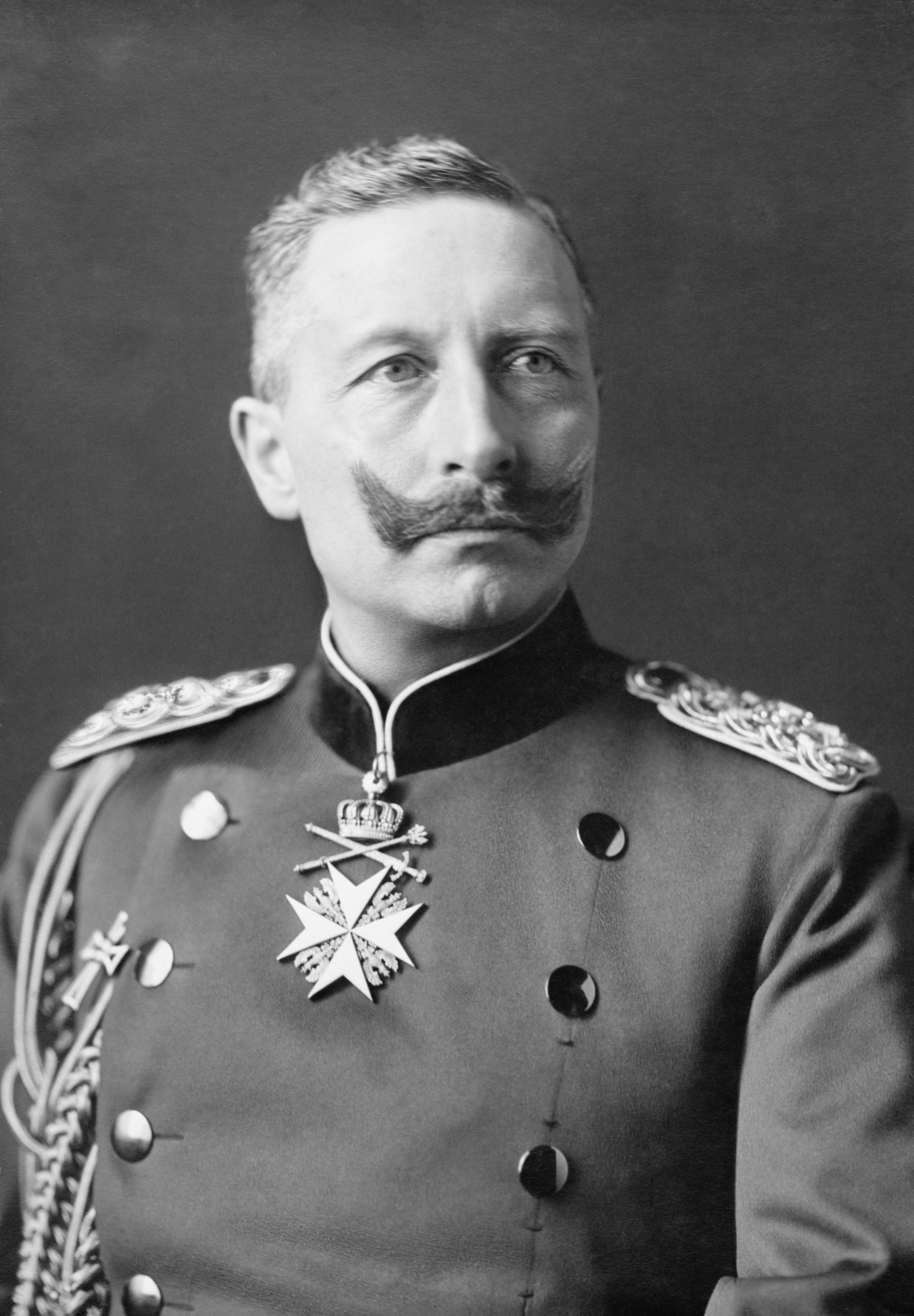
Wilhelm II. (1902)

Die Krüger-Depesche war ein 1896 von Kaiser Wilhelm II. versandtes Telegramm an Paulus Kruger, den Präsidenten der Südafrikanischen Republik auf dem Boden des heutigen Transvaal, dem er darin zum Sieg über eine Gruppe Freischärler gratulierte, die in britischem Interesse Transvaal angegriffen hatten.

## Vorgeschichte
Mit der Pretoria Convention erhielten die Buren 1881 zunächst Selbstverwaltung unter britischer Kontrolle. 1884 bekam die Südafrikanische Republik ihre Unabhängigkeit weitgehend zurück, die Zuständigkeit für auswärtige Beziehungen verblieb allerdings bei Großbritannien. Aufgrund des Rohstoffreichtums des Landes, der Pläne von Cecil Rhodes für die Expansion seines Wirtschaftsimperiums und eine durchgehende Landverbindung zwischen Nord- und Südafrika (Kap-Kairo-Plan), strebte dieser an, die Südafrikanische Republik ins Britische Weltreich zu vereinnahmen. Entweder politisch auf gleicher Linie liegend oder sogar direkt von Cecil Rhodes angestiftet führte der in der Kapkolonie tätige Politiker Leander Starr Jameson 1895 einen bewaffneten Überfall auf die Burenrepublik Transvaal durch, der das Ziel hatte, das Land zu annektieren („Jameson Raid“). Transvaal vereitelte diesen Plan. Großbritannien distanzierte sich offiziell von der Aktion. Der britische Kolonialminister Joseph Chamberlain forderte am 30. Dezember 1895 die Bestrafung der britischen Offiziere, die an dem Einfall teilgenommen hatten. Der deutsche Botschafter in London, Paul Graf von Hatzfeldt, hatte eine Unterredung mit dem britischen Premierminister Salisbury. Dabei kam Hatzfeldt zu der Überzeugung, dass die Distanzierung der britischen Regierung ernst gemeint war.

## Die Krüger-Depesche

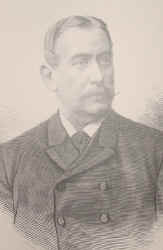
Adolf Marschall von Bieberstein

### Entstehung
1884 hatte das Deutsche Reich das spätere Südwestafrika (heute: Namibia) zum kolonialen Schutzgebiet erklärt und war durch diesen Schritt politisch zum aktiven Mitspieler im südlichen Afrika geworden. Bereits anlässlich eines Festessens des Deutschen Klubs zum Kaisergeburtstag im Januar 1895 hatte der deutsche Generalkonsul in Pretoria Franz von Herff dem anwesenden Präsidenten Krüger versichert, dass das Schicksal Transvaals dem Deutschen Reich nicht gleichgültig sei. Krüger erklärte daraufhin, sicher zu sein, dass das Deutsche Reich Großbritannien davon abhalten werde, auf seinem Land „herumzutrampeln“. Dies führte zu ernsten diplomatischen Auseinandersetzungen zwischen dem britischen Botschafter in Berlin Sir Edward Malet und dem deutschen Staatssekretär des Äußeren Marschall. Die britische Regierung bestand darauf, dass Transvaal ohne ihre Zustimmung keine Bündnisse mit anderen Staaten eingehen dürfe.
Nach dem Sieg Transvaals über die Freischärler von Jameson hatte Wilhelm II. die Idee, Transvaal in ein deutsches Protektorat umzuwandeln. Er wäre dabei auf direkten Kollisionskurs mit Großbritannien gegangen, bildete sich aber ein, einen dann eventuell ausbrechenden Krieg auf einen Landkrieg beschränken zu können.

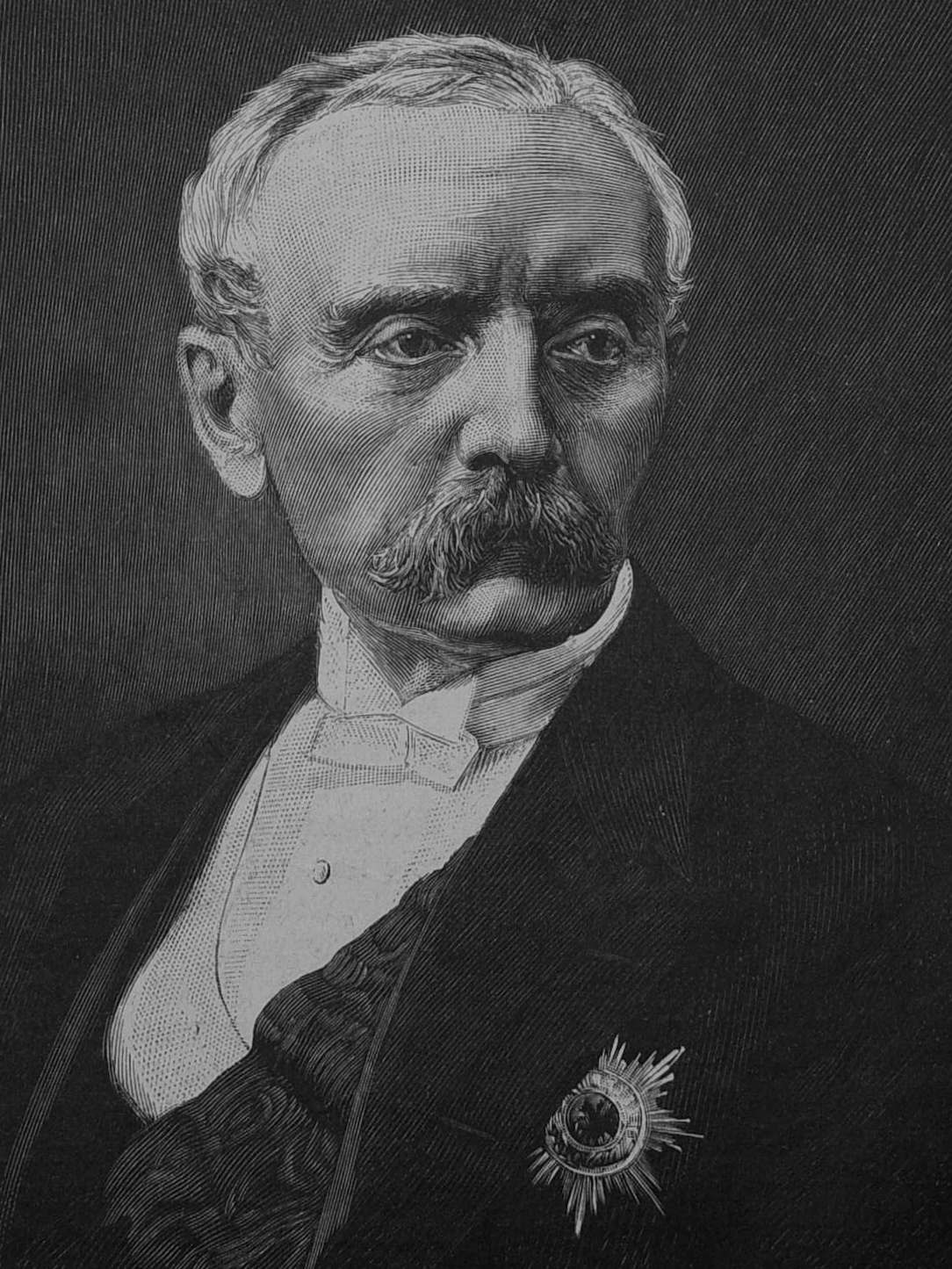
Chlodwig zu Hohenlohe-Schillingsfürst

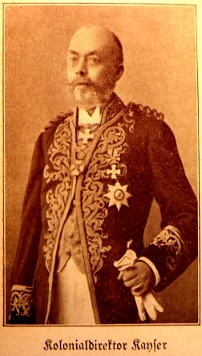
Paul Kayser

Über die Idee des Kaisers wurde in einer Konferenz am 3. Januar 1896 gesprochen, an der neben dem Kaiser der Reichskanzler, Chlodwig zu Hohenlohe-Schillingsfürst, der Staatssekretär im Auswärtigen Amt (Außenminister), Adolf Marschall von Bieberstein, der Staatssekretär des Reichsmarineamtes, Friedrich von Hollmann, der Chef des Marinekabinetts, Gustav von Senden-Bibran, sowie der kommandierende Admiral, Eduard von Knorr, teilnahmen. Über den Verlauf der Beratungen gibt es unterschiedliche Darstellungen der Beteiligten. Um die wirren Ideen des Kaisers abzufedern, schlug Adolf Marschall von Bieberstein vor, ein Glückwunschtelegramm des Kaisers an den Präsidenten von Transvaal zu dem Sieg über Jameson zu versenden. Die weitere Idee des Kaisers, ein Kriegsschiff nach Südafrika zu schicken, konnten die anderen Beteiligten der Besprechung darauf zurückschrauben, dass Oberst Friedrich von Schele als Privatmann nach Südafrika reiste, um die Situation zu erkunden. Mit dem Entwurf des Telegramms wurde der Ministerialbeamte Paul Kayser beauftragt, die Endredaktion nahm Adolf Marschall von Bieberstein vor.

### Wortlaut
Noch am gleichen Tag sandte Kaiser Wilhelm II. dem Präsidenten von Transvaal das Glückwunschtelegramm mit folgendem Wortlaut:

„Ich spreche Ihnen Meinen aufrichtigen Glückwunsch aus, daß es Ihnen, ohne an die Hülfe befreundeter Mächte zu appellieren, mit Ihrem Volke gelungen ist, in eigener Tatkraft gegenüber den bewaffneten Scharen, welche als Friedensstörer in Ihr Land eingebrochen sind, den Frieden wiederherzustellen und die Unabhängigkeit des Landes gegen Angriffe von außen zu wahren.“

Der Text wurde nahezu zeitgleich der Presse zur Verfügung gestellt, darunter den Nachrichtenagenturen Reuters und Wolffs Telegraphischem Bureau.
Am Text fällt unter anderem auf, dass die Passage „die Unabhängigkeit des Landes gegen Angriffe von außen zu wahren“ dem Staat Transvaal eine Unabhängigkeit unterstellt, die er durch seine Einschränkung in außenpolitischen Angelegenheiten rechtlich so nicht besaß. Damit stellt das Telegramm auch einen Angriff auf britische Rechte dar.

### Reaktionen
- Die konservative deutsche Presse stimmte dem Telegramm einhellig zu.
- Die linksliberalen und linken Zeitungen wiesen dagegen auf das Konfliktpotential mit Großbritannien hin, das durch das Telegramm mobilisiert wurde.
- Die Reaktion in Großbritannien war sehr negativ: Die Presse kritisierte das Telegramm scharf. Über mehrere Tage brachten die Zeitungen gehässige Angriffe gegen den Kaiser. Die First Royal Dragoons, deren Ehrenoberst er war, hängten zeitweise sein Porträt im Kasino mit dem Gesicht zur Wand auf.[6] Kaiser Wilhelms II. Großmutter, Königin Victoria, teilte ihm ihren „Kummer & Erstaunen“ über das Telegramm mit. Auch der Fürst von Wales und der Herzog von York äußerten gegenüber einer deutschen Delegation, dass sie das Telegramm als eine Beleidigung ansähen, noch dazu durch einen Verwandten und englischen Admiral, der Wilhelm II. schließlich war.[7] Aber in der Parlamentsdebatte zu Transvaal spielte es keine Rolle.[8] Die mittel- und langfristige Wirkung des Telegramms auf das deutsch-britische Verhältnis ist umstritten.[9] Als Reaktion auf die Krüger-Depesche löste Großbritannien schließlich die Mittelmeerentente auf, die aber ohnehin kaum noch Bedeutung hatte.

Die Krüger-Depesche mutierte so in erster Linie zu einem Konfliktstoff zwischen konservativem und linkem Lager in Deutschland. Ohne die internen Gegebenheiten zu kennen, erschien das Telegramm in der Öffentlichkeit als außenpolitisch nur unprofessionell. Der eigentliche Veranlasser im Hintergrund, Kaiser Wilhelm II., versuchte sich deshalb später in seinen Memoiren reinzuwaschen. Er betonte, dass er gegen die Absendung der Depesche wegen der negativen Folgen für das Verhältnis mit Großbritannien gewesen sei, dass er aber vom Kanzler Hohenlohe dazu zwingend überredet worden sei. Diese späte Darstellung ist gegenüber den vorliegenden, unmittelbar nach der Beratung am 3. Januar 1896 aufgezeichneten Tagebucheinträgen von Adolf Marschall von Bieberstein und Chlodwig zu Hohenlohe-Schillingsfürst nicht sehr glaubhaft. Hohenlohe-Schillingsfürst resümiert: „Nicht Überlegung, sondern kaiserliche Laune war das treibende Element.“ Es gibt aber auch die Ansicht, dass Adolf Marschall von Bieberstein das Telegramm als Instrument sah, seine bedrohte Stellung zu festigen, indem er dem Kaiser eine grandios wirkende, öffentliche Geste ermöglichte.
Kaiser Wilhelm II. selbst schrieb in einem Brief an Königin Victoria vom 8. Januar 1896, dass das Telegramm nie als ein Schritt gegen England und die Regierung gedacht war, sondern sich gegen die „Filibustiers und Rebellen“ gerichtet habe, die Transvaal angegriffen hatten. Wilhelm führte die Gründe für das Telegramm auf. Erstens sei es im Namen des Friedens, der plötzlich gebrochen worden war, entstanden, zweitens für die Deutschen in Transvaal und die Bondhalter zuhause, die 250–300 Millionen Mark in das Land investiert hätten. Ein Kanonenboot hätte nur in Delagoa landen sollen, falls Straßenkämpfe und Brandstiftung ausgebrochen wären sowie um das deutsche Konsulat zu verteidigen.
Als es vier Jahre später zum Zweiten Burenkrieg kam, verfolgte Deutschland eine sehr zurückhaltende Politik. Eine Intervention zugunsten der Gegner des Britischen Weltreiches wurde ernsthaft nicht (mehr) erwogen.

## Bewertung
Die Krüger-Depesche wertet Hoser als Teil einer „dilettantischen Politik der Großspurigkeit“, die auch durch Wilhelm II. repräsentiert wurde und eine der Ursachen war, weshalb sich das deutsch-britische Verhältnis in den auf das Telegramm folgenden Jahren zunehmend verschlechterte.